# بوبنتال
بوبنتال (به آلمانی: Bobenthal) یک شهر در آلمان است که در زودوستپفالتس واقع شده‌است. بوبنتال ۳۲۶ نفر جمعیت دارد.

## جستارهای وابسته

بوبنتال - Bobenthal
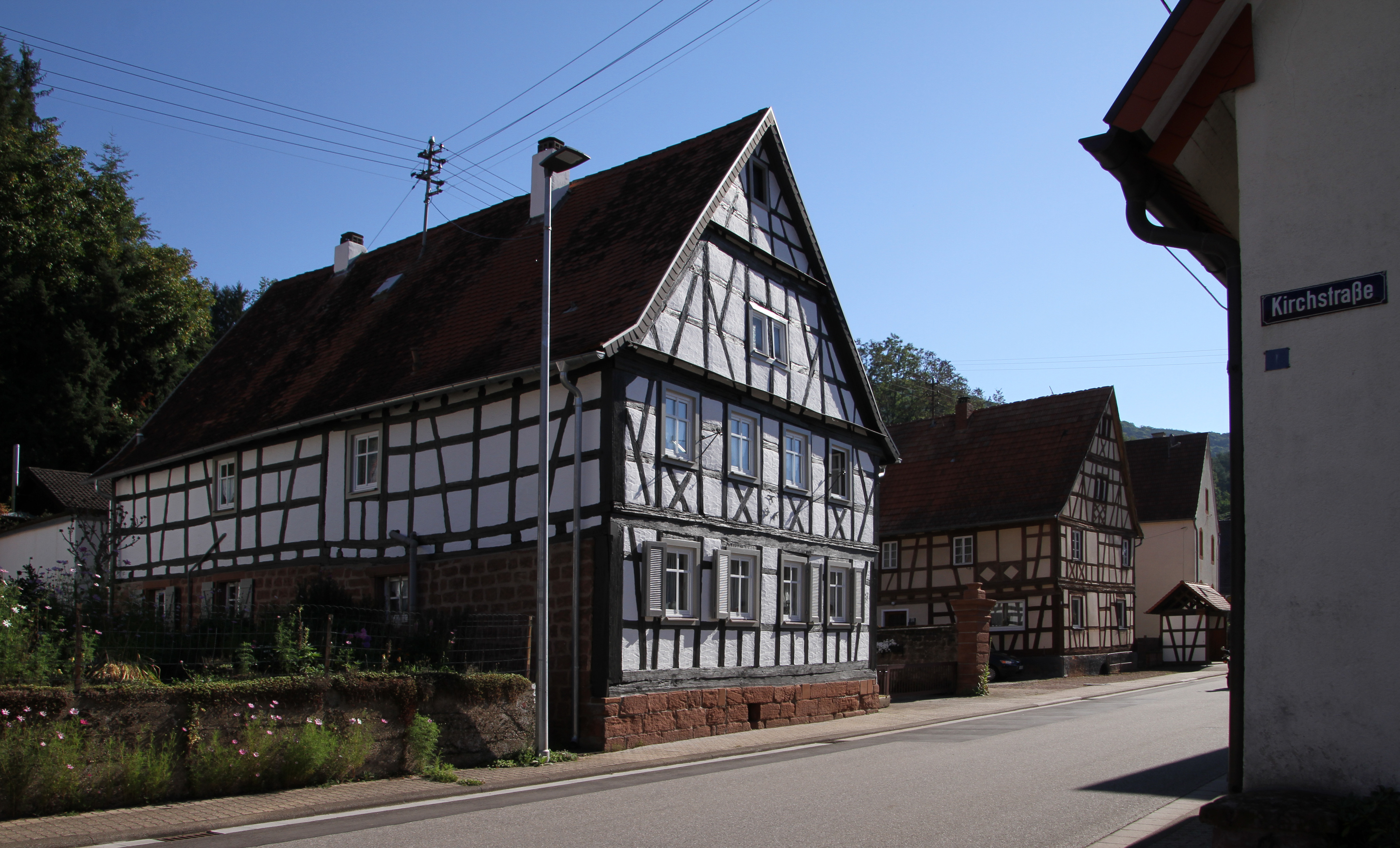
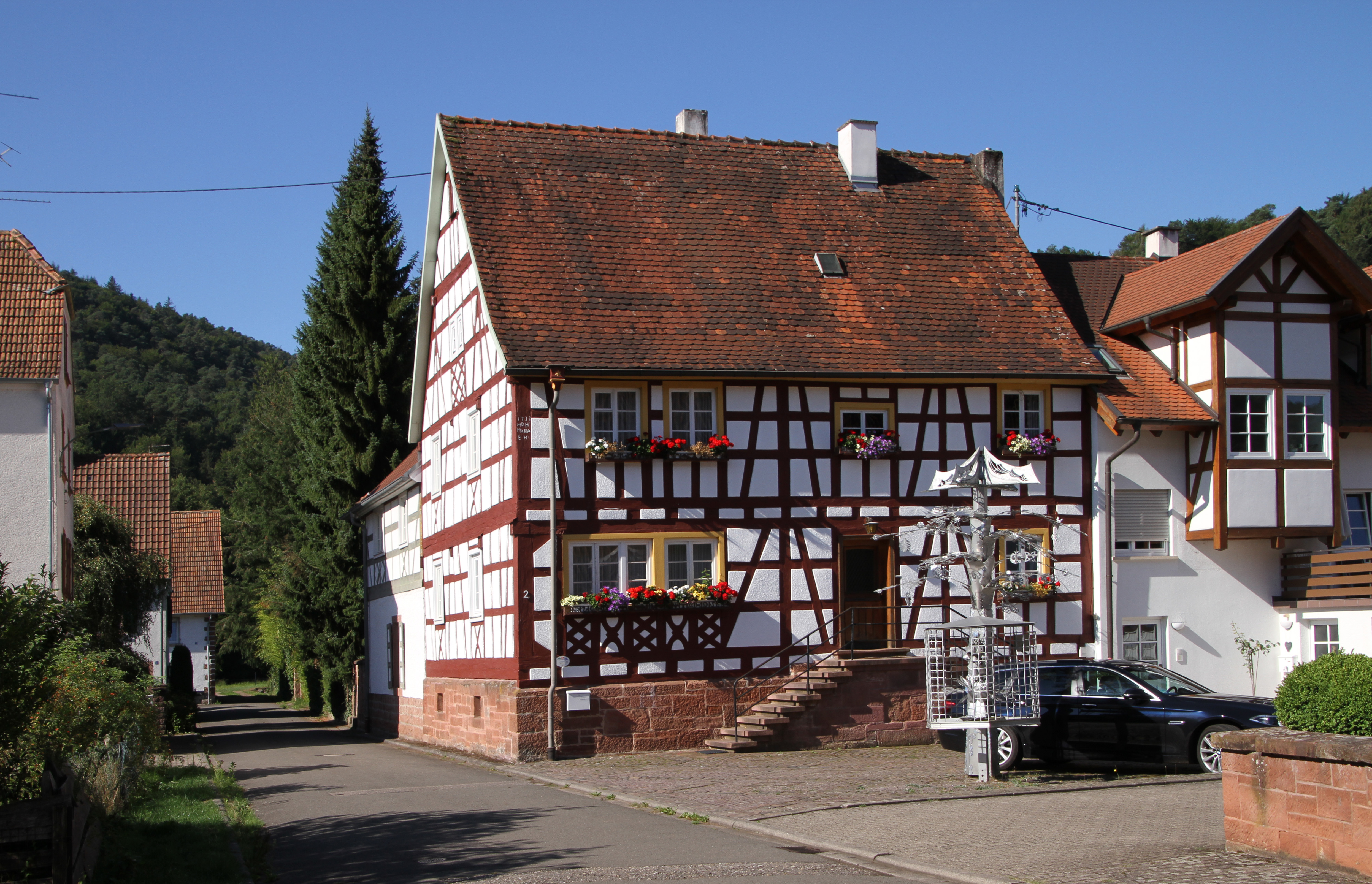
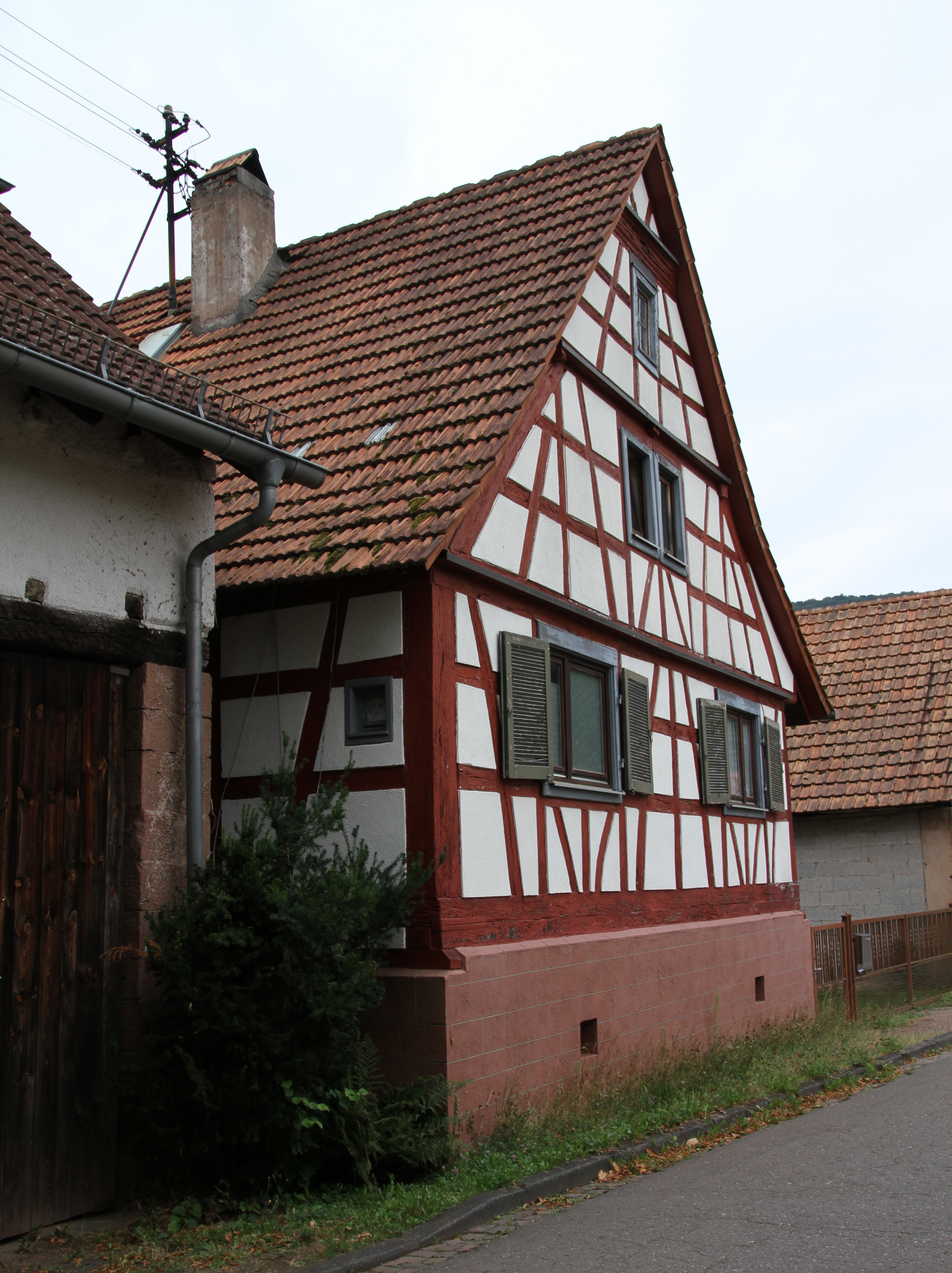
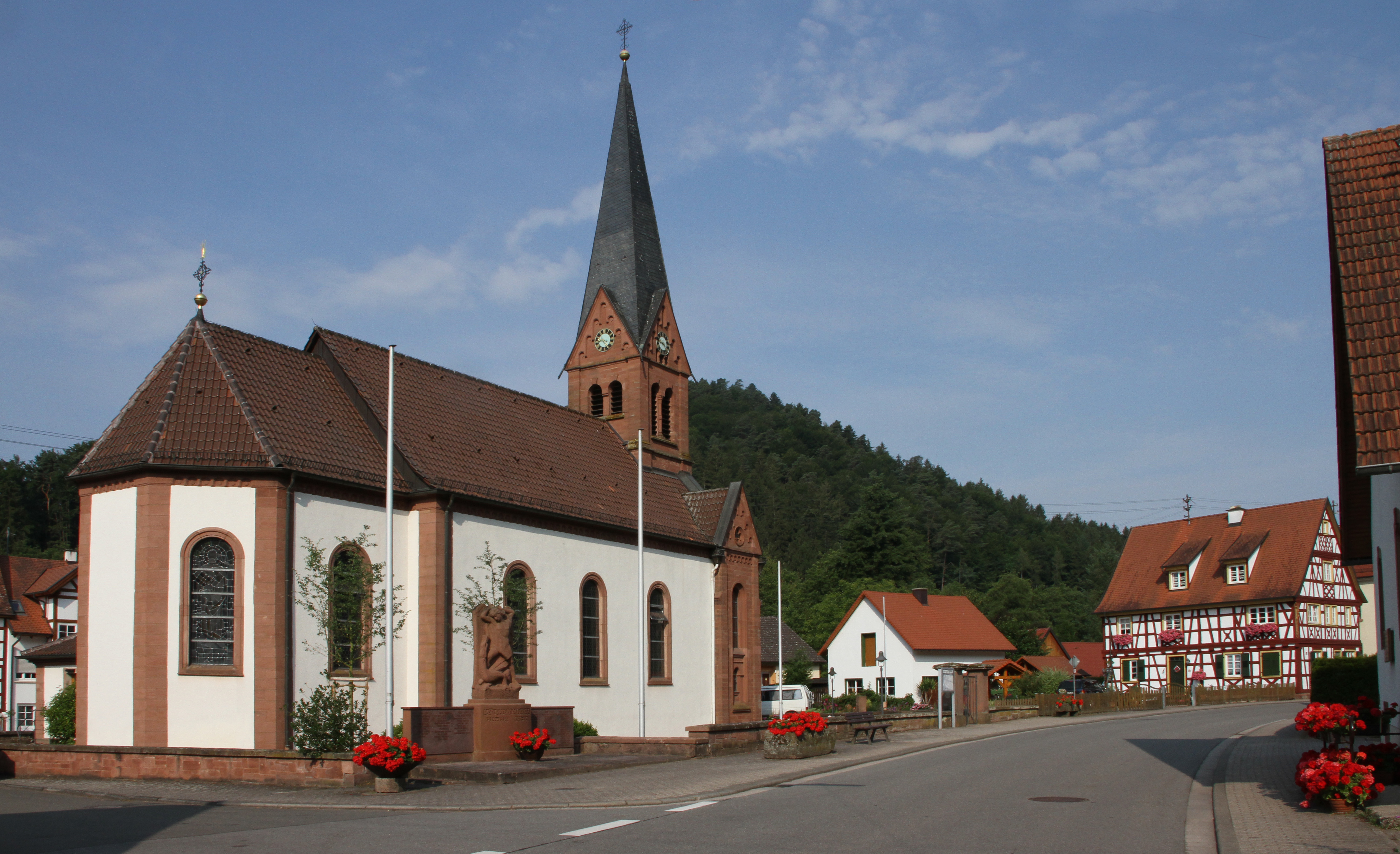
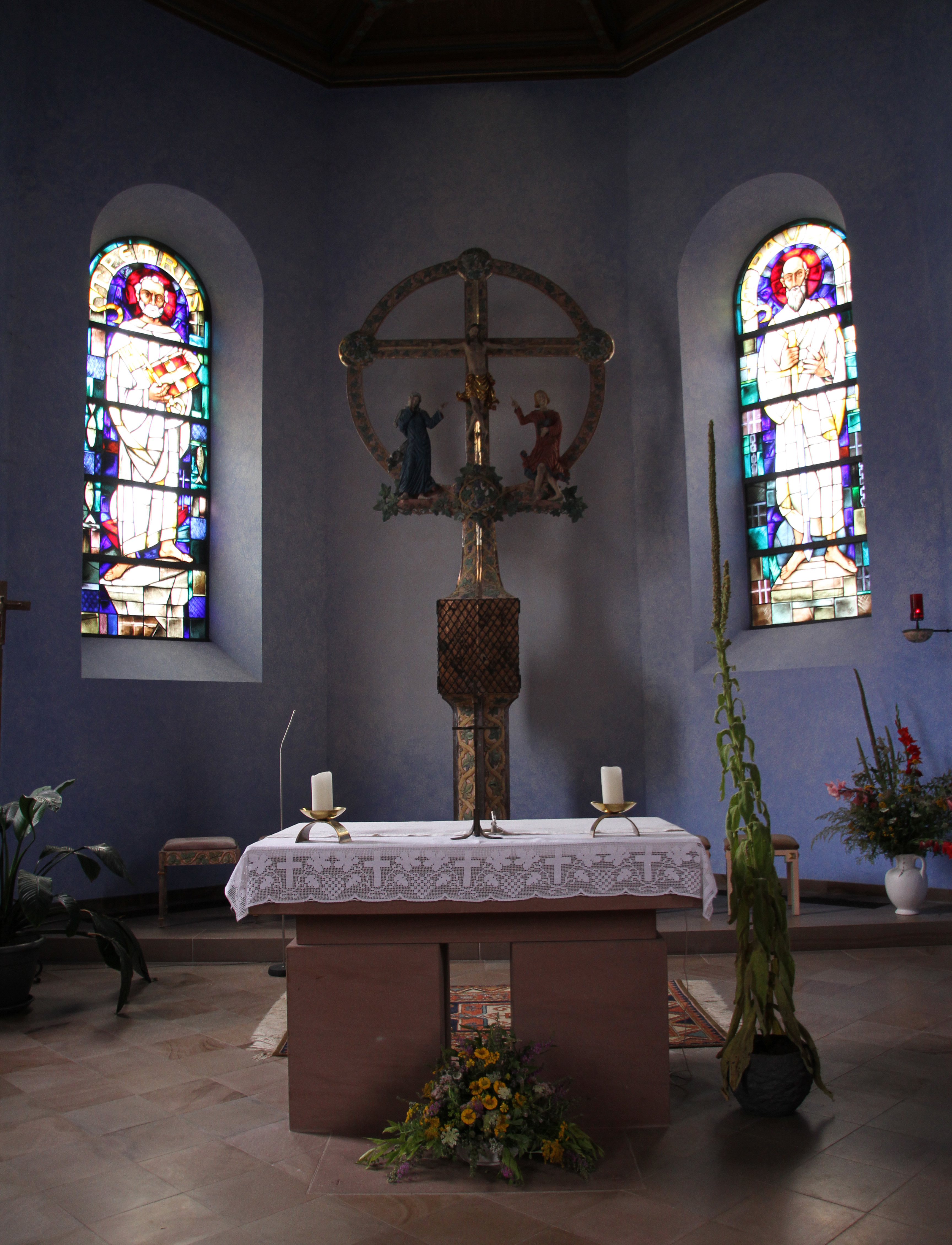
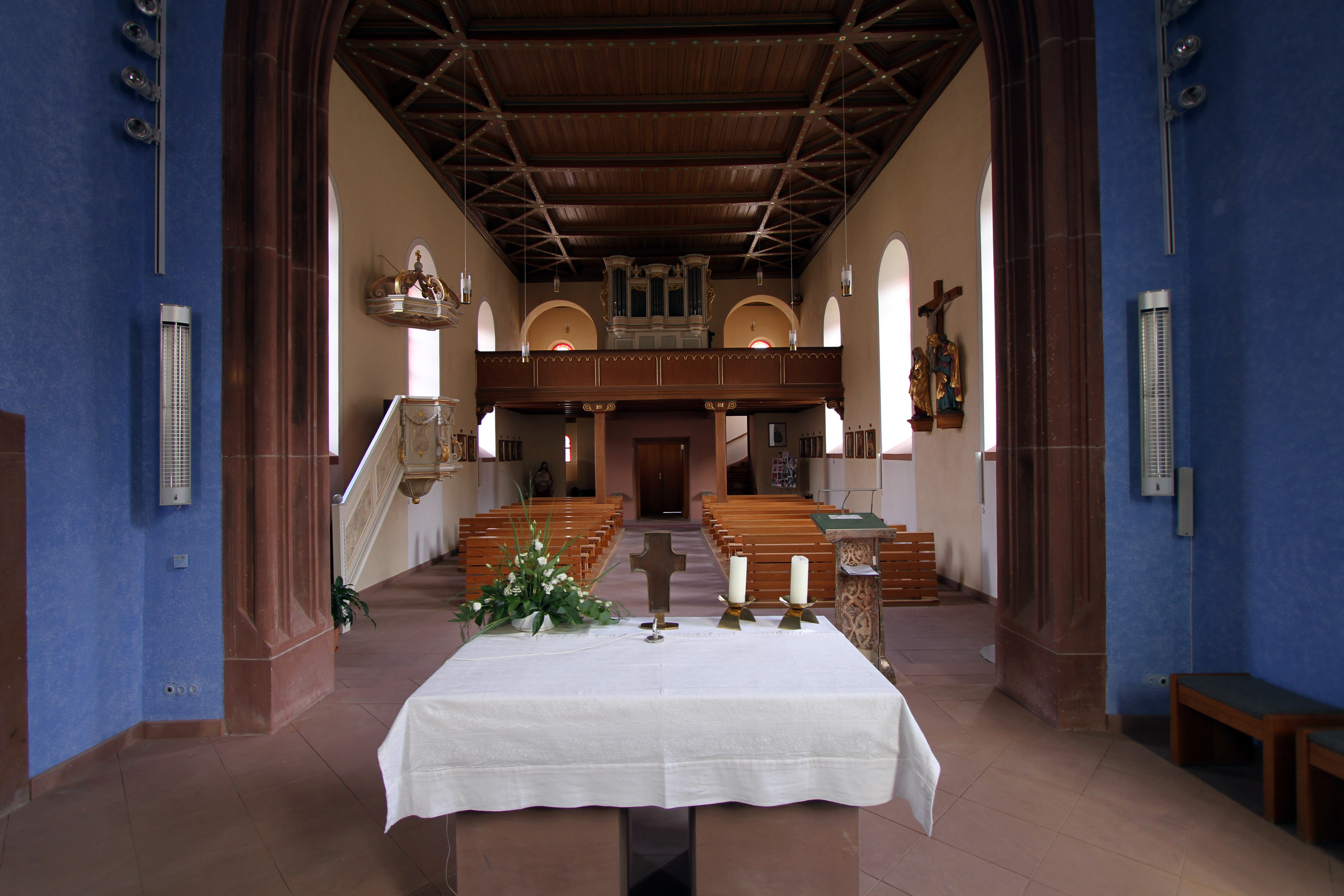
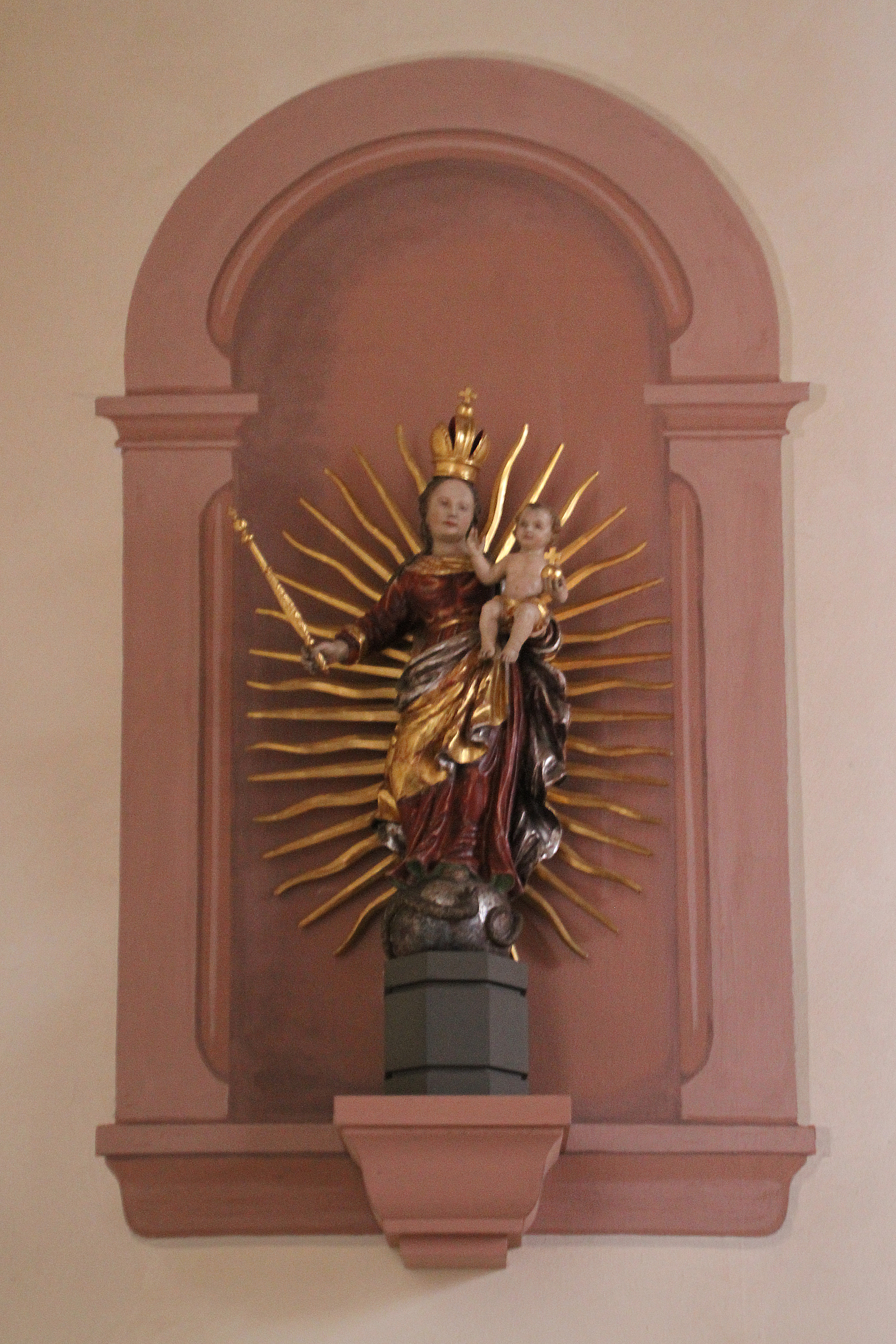
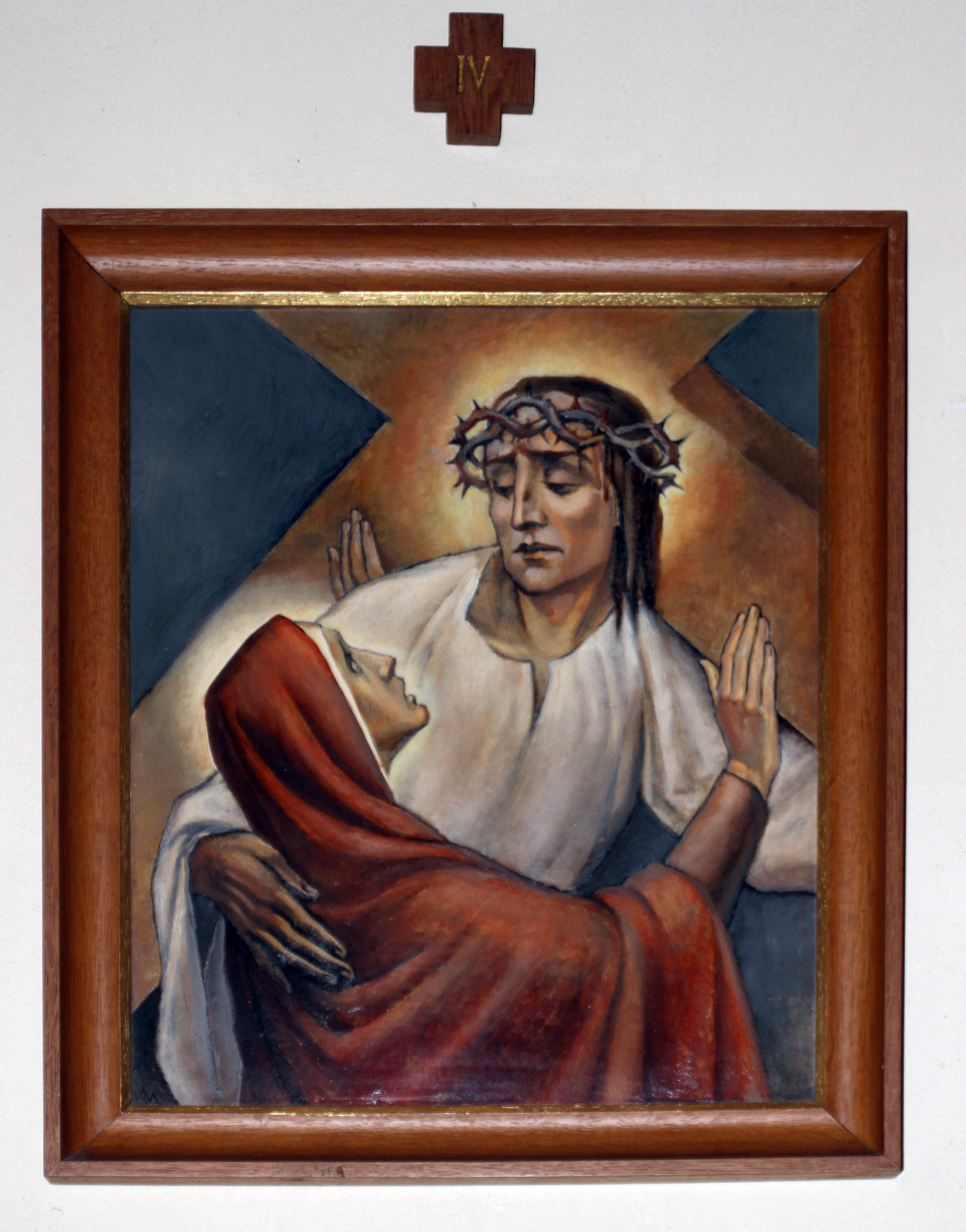